# 唏哩唏哩，嘩啦嘩啦
唏哩唏哩，嘩啦嘩啦（英名：Pitter Patter, Pitter Patter），原名《野天使》，2018年台灣電影短片，由製作電影《無聲》的赤兔影像出品，《無聲》亦陷入侵權爭議，為導演陳虹任執導的劇情實驗作品。詩意、無對白演出下，講述唏哩唏哩，嘩啦嘩啦的雨、眼淚與謊言裡，該如何面對朋友是小偷。主演含括李亦捷、李沐、許光漢。

## 短片遭侵權
2019年短片遭受臺灣知名設計師劉經緯 （页面存档备份，存于）侵權，在劇組未授權下報名德國紅點設計獎並獲得短片獎，設計師劉經緯 （页面存档备份，存于）為亞洲大學教職員，非短片劇組人員，劉使用自己為該影片美術設計師參賽，從報名後至得獎無告知劇組。2020年由劇組發現後，導演在臉書上發表控訴，赤兔影像與導演向德國申請徹除獎項，亞洲大學對此事件未回應，此侵權事件引發網路爭議。